# Männen i mörker
Männen i mörker är en svensk dramafilm från 1955 i regi av Arne Mattsson. I huvudrollerna ses Elof Ahrle, Sigge Fürst och Sven Lindberg.

## Om filmen
Filmen hade premiär den 6 februari 1955. Den är bland annat inspelad i Dannemora gruva, Nyberget, Stollbergs gruva och i Kärrgruvan i Dalarna. 

## Rollista i urval
- Elof Ahrle - Helge Vilde, gruvarbetare
- Sigge Fürst - Bertil Lund, gruvarbetare
- Sven Lindberg - Åke Landberg, gruvarbetare
- Sven Magnusson - Valter Stjärna, gruvarbetare
- Nils Hallberg - främlingen
- Victor Sjöström - Gustaf Landberg, Åkes far, gruvarbetare
- Bengt Eklund - Ragnar Tranberg, gruvarbetare
- Lennart Lindberg - Lennart Bergman
- Douglas Håge - Kjellander, gruvfogde
- John Norrman - Hiss-Lasse
- Curt Löwgren - byfånen
- Edvin Adolphson - Herbert Åslund, kaféägare
- Ulla Holmberg - Ingrid, Valters hustru
- Elsa Prawitz - Stina, Helges hustru